# Robert Taylor (fotbalist, n. 1994)
Robert Thomas Taylor (n. 21 octombrie 1994, Kuopio, Finlanda) este un fotbalist profesionist finlandez care joacă mijlocaș și fundaș la clubul Major League Soccer Inter Miami și la echipa națională a Finlandei.